# 梅迪辛鎮區 (密蘇里州帕特南縣)
梅迪辛鎮區（英語：Medicine Township）是位於美國密蘇里州帕特南縣的一個行政鎮區。

## 地方資料
梅迪辛鎮區的面積為141.09平方千米，當中陸地面積為140.67平方千米，而水域面積為0.42平方千米。根據2020年美國人口普查的數據，當地共有人口163人，而人口密度為每平方千米1.16人。